# Роман Безяк
Роман Безяк (на словенски: Roman Bezjak) е словенски футболист, нападател. Роден е на 21 февруари 1989 г. в град Словен Градец, Словения. От 22 август 2012 г. е състезател на Лудогорец (Разград). От 14 май 2015 г. е състезател на хърватския НК Риека .

## „Лудогорец“
На 22 август 2012 г. Безяк подписва 4-годишен договор с Лудогорец (Разград) . Прави своя дебют след месец на 22 септември като смяна в мач с ПФК ЦСКА София, който завършва като победен за Лудогорец с 1-0 . Първият си гол за „Лудогорец“ отбелязва на 3 май 2013 г. в срещата „Лудогорец“-„Черноморец“ (Бургас) 3-0 .

## Успехи

### Лудогорец
- Шампион на A ПФГ: 2012-13, 2013-14, 2014-2015
- Купа на България: 2013-14
- Суперкупа на България: 2014